# Presidente Hayes megye
Presidente Hayes egy megye Paraguayban. A fővárosa Villa Hayes. Rutherford B. Hayes USA elnökről kapta a nevét, aki választottbíró volt a határkérdésben az Argentína és Paraguay között zajló háború után.

## Földrajz
Az ország középső részén található. Megyeszékhely: Villa Hayes

## Települések
6 szervezeti egységre oszlik:
1. Benjamín Aceval
2. Jose Falcon
3. Nanawa (Puerto Elsa)
4. Pozo Colorado
5. Puerto Pinasco
6. Villa Hayes